# Nuoto di fondo ai Campionati africani di nuoto 2021
Le gare di nuoto di fondo ai Campionati africani di nuoto 2021 si disputarono il 17 ottobre 2021 ad Akosombo in Ghana.

## Risultati

### Uomini
| Evento          | Oro                    | Tempo    | Argento                          | Tempo    | Bronzo                 | Tempo    |
| Acque libere    |                        |          |                                  |          |                        |          |
| 3 km (dettagli) | Mohamed Moselhy Egitto | 32:45.11 | Mohamed Khalil Ben Ajmia Tunisia | 32:56.98 | Ramzi Chouchar Algeria | 33:05.69 |

### Donne
| Evento          | Oro                       | Tempo    | Argento                     | Tempo    | Bronzo                      | Tempo    |
| Acque libere    |                           |          |                             |          |                             |          |
| 3 km (dettagli) | Samantha Randle Sudafrica | 37:11.35 | Stephanie Houtman Sudafrica | 38:23.18 | Ayat Allah Elanouar Marocco | 38:48.52 |

## Medagliere
| Posiz. | Nazione   | Oro | Argento | Bronzo | Totale |
| ------ | --------- | --- | ------- | ------ | ------ |
| 1      | Sudafrica | 1   | 1       | 0      | 2      |
| 2      | Egitto    | 1   | 0       | 0      | 1      |
| 3      | Tunisia   | 0   | 1       | 0      | 1      |
| 4      | Marocco   | 0   | 0       | 1      | 1      |
| 4      | Algeria   | 0   | 0       | 1      | 1      |
| Totale | Totale    | 2   | 2       | 2      | 6      |